# Roger Boussinot
Roger Boussinot attivo anche con gli pseudonimi di Emmanuel Le Lauraguais e Roger Mijema, (Tunisi, 2 maggio 1921 – Bassanne, 14 maggio 2001) è stato uno scrittore, critico cinematografico, regista, sceneggiatore e storico del cinema francese.
Storico erudito vicino al movimento libertario, nel 1967 pubblicò un'Encyclopédie du cinéma seguita da un Dictionnaire des synonymes, analogies et antonymes e, nel 1982, un abbecedario alfabetico, Les Mots de l'anarchie.

## Biografia
Nipote di "brassiers", contadini che avevano solo le braccia per vivere, e figlio di un maestro anarchico, Roger Boussinot nacque a Tunisi, dove suo padre, Charles Boussinot (1896-1969), era fuggito dall'arruolamento nel 1914 e promuoveva la pedagogia Freinet. Ereditò da suo padre la simpatia per il sindacalismo rivoluzionario, la figura del giornalista di Combat syndicaliste e, nel 1933, divenne membro del comitato fondatore del Partito Comunista Tunisino. Ebbe una profonda cultura di sinistra, amicizie e compagnie comuniste.
Studiò filosofia a Bordeaux e poi a Parigi. Il 16 luglio 1942, su iniziativa di un comitato di studenti, si recò, solo e indifeso, nel quartiere di Saint-Paul, circondato dalla polizia, nell'ingenua speranza di aiutare gli "ebrei" a sfuggire al rastrellamento del Velodromo d'Inverno. Ferito dal suo fallimento e schiacciato dal senso di colpa di aver voluto dimenticare questa storia il giorno successivo, diciotto anni dopo realizzò, in forma romanzata, il racconto autobiografico dell'ultimo testimone delle vittime oscillanti tra incertezza e rassegnazione. Les Guichets du Louvre testimonia lo zelo della polizia francese e denuncia il compromesso dell'UGIF.
Scrisse di cinema nel quotidiano Liberation e divenne direttore dell'Agenzia letteraria e artistica di Parigi. Collaborò con i giornali Action e Arts e con la rivista L'Écran français. Nel marzo 1950 ne divenne caporedattore. Questa promozione avvenne grazie all'acquisizione del giornale da parte del Partito Comunista Francese, e Roger Boussinot ricevette il "mandato implicito di trasformare la rivista in un organo di propaganda".
Ammiratore di Diderot, pubblicò opere dedicate al cinema, tra cui un'imponente enciclopedia. La soggettività, per quanto preziosa, che vi mostra è stata spesso criticata. Prolifico scrittore, pubblicò anche una ventina di romanzi, molti dei quali sono stati portati sullo schermo. Diresse anche film per il cinema e la televisione e alcune trasmissioni di Italiques, la trasmissione letteraria di Marc Gilbert del 1974.
Umanista e libertario, dal 1977 al 1995 fu sindaco di Pondaurat, cittadina rurale della Gironda dove avviò un programma culturale, e nel 1992 si candidò alle elezioni regionali sotto l'etichetta ecologista.

## Opere

### Romanzi
- Maldemer, Luf Egloff, 1947
- Aérodrome, Editori francesi uniti (EFR), 1954. Illustrazione di copertina di Jean Milhau.
- L'Eau de bain, Edizioni Denoël, 1958
- Le Sixième Sens, Edizioni Denoël, 1959
- Les Guichets du Louvre, Denoel, 1960 ; Edizioni Gaia, 1999
- Le Treizième Caprice, Edizioni Denoël, 1962

Sotto lo pseudonimo di Roger Mijema
- Les Doigts, P., Cercle du livre précieux, 1963 (ristampa, Gaïa Éditions, 2001)
- Le cinéma est mort, vive le cinéma!, Edizioni Denoël, 1967
- L'Encyclopédie du cinéma, Bordas, 1967
- Géographie de la femme, André Balland, 1969
- Regarde voir fiston qui est tombé dans l'Hispano, Éditions Robert Laffont, 1971
- Dictionnaire des synonymes, analogies et antonymes, Parigi, Bruxelles, Montreal, Bordas, 1973[5]
- Vie et mort de Jean Chalosse, moutonnier des Landes, Éditions Robert Laffont, 1976
- Marie-Jeanne des Bernis, Edizioni Robert Laffont, 1978
- Les Mots de l'anarchie, Éditions Delalain, 1982
- Des enfants dans les arbres, Éditions Robert Laffont, 1985
- Nabab, Edizioni Robert Laffont, 1992

Sotto lo pseudonimo di Emmanuel Le Lauraguais
- Le Collant noir, Éditions Denoël, Crime-club n. 11, 1959
- La Fièvre à quarante, Edizioni Denoël, coll. Crime-club n. 24, 1960

## Film

### Sceneggiature di film
- 1961: Perché sempre, il mio coniglio di Guy Lefranc
- 1974: I violini del ballo di Michel Drach
- 1974: Le finestre del Louvre di Michel Mitrani
- 1979: Un balcone nel bosco di Michel Mitrani

### Sceneggiature televisive
- 1970: Il sesto senso
- 1971: I colpi
- 1973: Lo stagno di Breure
- 1978: Il tempo di una repubblica: il cane di Monaco
- 1979: Blu Male
- 1980: Jean Chalosse
- 1982: Il Bourrier
- 1987: Alla fine è tutto
- 1994: Bambini sugli alberi

### Regia
- 1967: Le 13ème caprice
- 1973: Fine stagione (TV)